# Autoportrait (Goya, 1815)
Pour les articles homonymes, voir Autoportrait (homonymie).
Cet Autoportrait, peint par Francisco de Goya en 1815, soit à soixante-neuf ans, est l'une des dernières peintures à l'huile qui reflètent son image. Il s'agit d'un travail de petite taille (46 × 33 cm) qui a la particularité de nous donner une image proche, quotidienne, intime du peintre dans sa vieillesse. Après une restauration de 1993, sont apparues à gauche du tableau la signature et la date, probablement inscrits au pinceau. 
Ce tableau a probablement été trouvé dans la Quinta del Sordo, la maison madrilène de l'artiste, car il apparaît dans l'inventaire des Peintures noires réalisé par Antonio de Brugada à la mort de Goya en 1828.

## Analyse
Sur un fond indéfini et sombre (à la manière de Vélasquez), d'apparence sommaire et inachevée, et à peine moins que la redingote brun-rouge, le col poli d'une chemise à col ouvert se détache d'un coup de pinceau ferme et efficace. Le fond, préparé avec de l'ocre, confère au tableau une couleur chaude, qui complète parfaitement le délicat teint rosé de son visage, peint avec beaucoup plus de pâte et qui met en valeur la lumière que dégage le visage. L'ensemble du tableau dégage donc un esprit doux et placide qui convient à un artiste expérimenté dans sa vieillesse. Le peintre regarde franchement le spectateur, qu'il semble interroger.
L'Autoportrait de 1815 est une peinture absolument moderne, dans laquelle l'attention, la lumière, est concentrée sur le visage, éliminant tout autre détail superflu. L'arrière-plan, malgré son apparence de premier flou, forme un espace aérien semblable à celui que Velázquez utilisait pour faire surgir ses personnages, créant ainsi un espace sans objet.
Une illusion orageuse et romantique est évoquée dans cet espace neutre, comme si elle revêtait la tête du génie et sa coiffure ébouriffée. Des analogies peuvent être faites tant avec les figures cauchemardesques qui émergent de sa figure dans la gravure numéro 43 de la série de Los caprichos, le célèbre El sueño de la razon produce monstruos (surtout dans ses dessins préparatoires), qu'avec l'autoportrait à l'encre de Chine et à la gouache des environs de 1800, dans lequel barbe et favoris sont rejoints par une demi-chevelure ébouriffée.
La position assurée et le regard ferme qui caractérisent la plupart des autoportraits de Goya sont tempérés dans cette œuvre tardive par un geste de tendresse, une réflexion intérieure sereine et même un aspect d'humanité vulnérable. Il n'y a plus les pièges habituels : une partie de toile, un regard sur un éventuel modèle, une tenue élégante ou le désir de montrer sa personnalité et ses capacités d'artiste et, peut-être, d'intellectuel. Il n'est qu'un homme, à la fin de sa vie, et il se montre tel qu'il est, comme n'importe quel autre homme.